# عنکبوت گرگی آراگوگ
عنکبوت گرگی آراگوگ (با نام علمی Lycosa aragogi) گونه‌ای از عنکبوت بومی انحصاری ایران بوده که توسط آنتون نادولنی و علیرضا زمانی توصیف و نام گذاری شده‌است. تنها نمونهٔ این عنکبوت توسط حشره‌شناس ایرانی، علیرضا نادری از استان کرمان جمع‌آوری شده‌است.
زیستگاه این گونه نواحی کوهستانی با پوشش گیاهی خشک است. تنها نمونه بررسی شده از این گونه، بدون احتساب پاها طولی در حدود ۲۶ میلیمتر دارد. به علت شباهت ظاهری این گونه با عنکبوت خیالی سری کتاب‌های هری پاتر و همچنین متقارن بودن زمان توصیف این گونه با بیستمین سالگرد انتشار سری کتاب‌های هری پاتر، محققان تصمیم گرفتند نام این گونه را به تبع آن موجود «آراگوگ» انتخاب کنند.